# 마운트 어스파이어링 국립공원

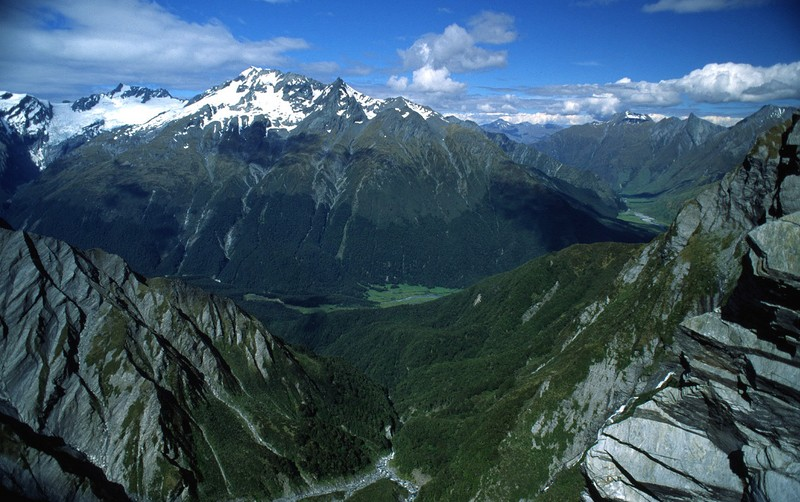
캐스캐이드 새들에서 본 웨스트 마투키투키 계곡과 마투키투키강

마운트 어스파이어링 국립공원(Mount Aspiring National Park)은 뉴질랜드 남섬에 있는 국립공원 중 하나이다. 1990년 이후 유네스코의 세계문화유산으로 주변의 국립공원과 함께 등록되어 있다. 1964년 뉴질랜드 정부는 이 지역을 10번째 국립공원으로 등록했다. 면적은 3,555 km2로 서던알프스 남단에 있다. 공원에서 등산 등의 활동을 할 수 있다. 특히 3027 m의 높이를 자랑하는 어스파이어링산이 유명하다. 그 밖에도 폴럭스산(Mount Pollux , 2542m), 브루스터산(Mount Brewster, 2519m) 등 높은 산맥을 가지고 있다.

## 지리
1964년 뉴질랜드의 10번 째 국립공원으로 지정되었다. 이 공원의 면적은 서던알프스의 남쪽 끝에서 와나카 호수 서쪽으로 3,555 km2에 이르며, 트램핑과 워킹, 그리고 등반으로 유명하다. 어스파이어링산의 티티테아봉(3033m)은 그 공원의 이름을 부여한 곳이다. 다른 유명한 봉으로는 폴럭스산(2542m)과 브루스터산(2519m)이 있다.
하스트 패스는 서든 알프스는 관통하는 3대 통로 중 하나이며, 공원의 북쪽에 위치하고 있다.

## 같이 보기
- 뉴질랜드의 국립공원
- 마운트 어스파이어링